# Isiro
Isiro är en stad i Kongo-Kinshasa. Den är huvudstad i provinsen Haut-Uele, i den nordöstra delen av landet, 1 600 km nordost om huvudstaden Kinshasa. Isiro har 413 533 invånare.